# Signore della Misericordia

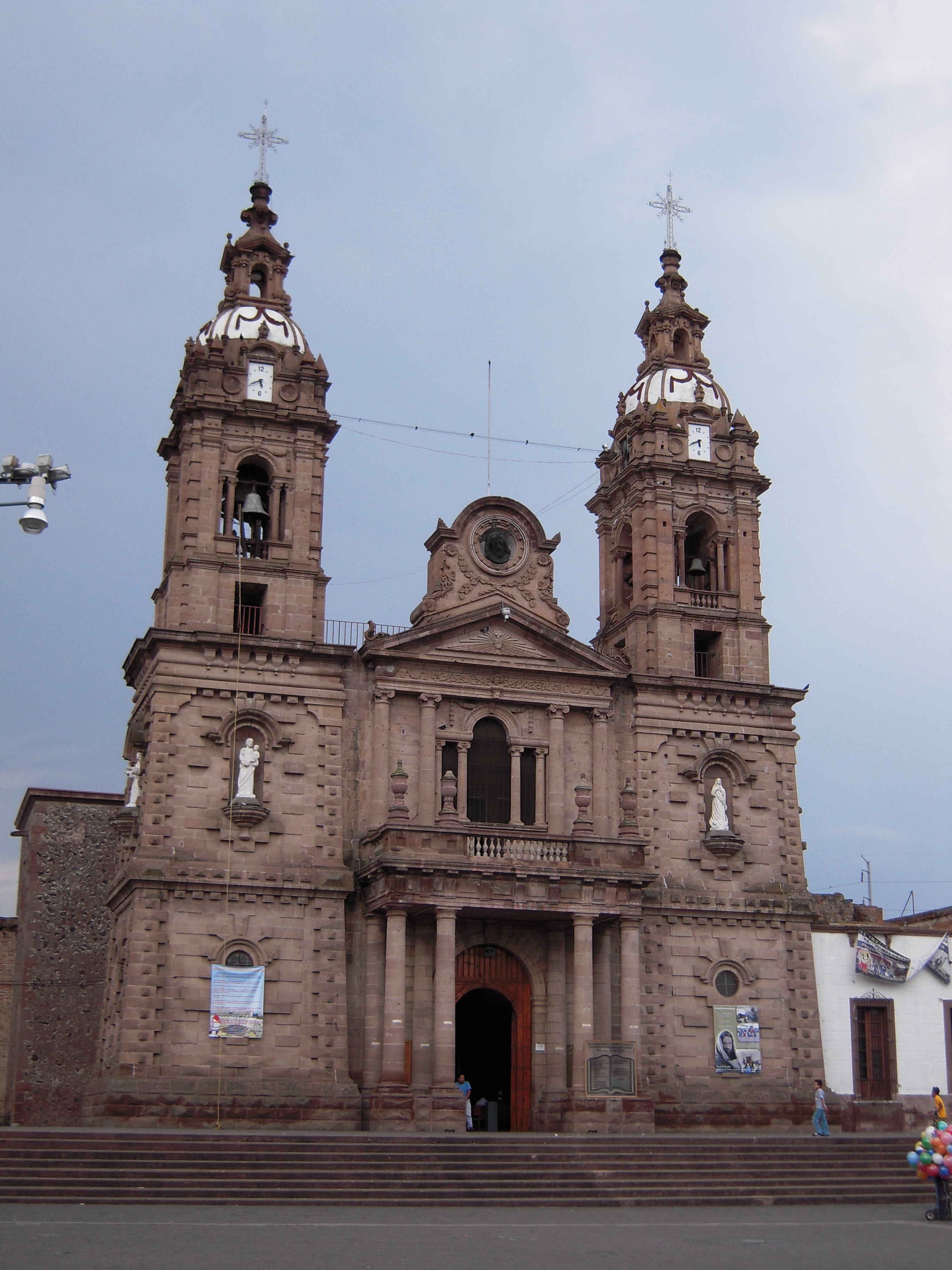
Santuario del Signore della Misericordia a Ocotlán (Messico)

Signore della Misericordia è uno degli appellativi di Gesù, utilizzato in seguito all'apparizione, riconosciuta dalla Chiesa cattolica, che si sarebbe verificata nel 1847 a Ocotlán, in Messico. 

## Storia
Il 2 ottobre 1847 un grave terremoto ridusse in rovina la città di Ocotlán, appartenente allo stato messicano di Jalisco, situato nella parte occidentale del paese e affacciato sull'oceano Pacifico.
Il giorno dopo, domenica 3 ottobre, mentre si celebrava all'aperto la messa in suffragio delle numerose vittime del giorno prima, le nuvole formarono un'immagine perfetta di Gesù crocifisso, che rimase visibile per mezz'ora alle duemila persone presenti.
Furono raccolte a più riprese testimonianze dei fedeli presenti, tra i quali padre Julián Navarro, vicario parrocchiale, padre Julián Martín del Campo, pastore della comunità, Antonio Jiménez, sindaco, e decine di altri, religiosi e laici.

Il 29 settembre 1911 l'arcivescovo di Guadalajara, José de Jesús Ortiz y Rodríguez, riconobbe il miracolo affermando: 
(Da "Aleteia")
Dal 1912 l'avvenimento del 1847 viene ricordato dalla popolazione con festeggiamenti che attualmente durano tredici giorni. Nel 1997, 150º anniversario del miracolo, papa Giovanni Paolo II ha inviato la sua benedizione apostolica alla città di Ocotlán.